# Edward Brisch
Edward Gustaw Brisch, także Edaard Gustave Brisch i Edward G. Brisch (ur. 8 stycznia 1901 w Łodzi, zm. 9 kwietnia 1960 w Toledo) – polsko-brytyjski inżynier mechanik. Twórca klasyfikacji Brischa.

## Życiorys
Zdał maturę w Gimnazjum im. Mikołaja Kopernika w Łodzi w 1918 roku, a następnie ukończył studia inżynierskie na Politechnice Warszawskiej, a później na Uniwersytecie w Tuluzie. Następnie przez 8 lat pracował jako inżynier w Warszawie, w tym m.in. jako zastępca głównego projektanta w Zakładach Mechanicznych URSUS S.A. (1926–1929) oraz kierownik warszawskiej oddziału Citroëna, a także inżynier odpowiedzialny za rozwój produkcji krajowej w Państwowych Zakładach Inżynierii (1932–1934), jako specjalista od pojazdów opancerzonych. Następnie prowadził własne przedsiębiorstwo consultingowe w Warszawie i w Paryżu.
Przed II wojną światową wyjechał do Anglii, gdzie pracował w Ministerstwie Zaopatrzenia w Departamencie Konstrukcji Czołgów. Latem 1939 roku odwiedzał rodzinę w Polsce. Aresztowany przez okupantów niemieckich – uciekł na Łotwę. W 1941 roku Brytyjskie Ministerstwo Wojny, firma Vickers oraz Stafford Cripps – ambasador Wielkiej Brytanii w ZSRR, zaangażowały się w pomoc w przyjeździe Brischa do Anglii, celem wsparcia brytyjskiego przemysłu wojennego. W wyniku działań wojennych – postępującego frontu niemieckiego – jego podróż do Liverpoolu odbyła się poprzez Rygę, Moskwę, Chongqing, Rangun, Bombaj i wyniosła około 40 000 km. Brisch pozostawił po sobie notatki z podróży w języku polskim, z których zachowało się 7 pierwszych stron.
W 1942 roku ponownie podjął pracę w Departamencie Konstrukcji Czołgów oraz pracował w szkole technicznej Ministerstwa Wojny. W 1947 założył w Londynie firmę doradczą EG Brisch and Partners. Swoją działalnością firma obejmowała kraje europejskie, a także Indie i Stany Zjednoczone, gdzie Brisch otworzył oddział w Cleveland (1956) oraz w Toledo. Firma Brischa realizowała zlecenia m.in. dla: Owens-Illinois Glass, Libbey-Owens-Ford, General Electric i Underwood Company. W 1957 roku Brisch przeniósł się z rodziną z Oxshott w Surrey i osiedlił się w Toledo. Brisch był członkiem brytyjskich i amerykańskich towarzystw technicznych, członkiem Royal Society of Arts, Reform Clubu w Londynie i Toledo Torch Clubu. Był autorem kilku prac naukowych.

### Życie prywatne
Był synem Leopolda (1858–1927) i Zofii Brisch (1866–1941). Był dwukrotnie żonaty. Jego pierwsza żona zginęła w getcie warszawskim. Drugą żoną została pielęgniarka opiekująca się nim w szpitalu – Susan Rogers (1920–2018). Miał z nią syna Geralda oraz córki Jennifer i Jill. W Birmie podczas podróży Brisch nabawił się infekcji płuc. Po przybyciu do Anglii przeszedł pneumonektomię. W wyniku choroby i zabiegu stał się podatny na kolejne infekcje. Zmarł w 1960 roku na zapalenie płuc.

## Klasyfikacja Brischa
Opracowaną przez niego w latach 50. XX w. innowacją była Klasyfikacja Brischa – system klasyfikacji materiałów i części. System klasyfikacji wprowadzono dla celów przemysłu inżynieryjnego oraz budownictwa, każdy przedmiot, wykonana praca i wyposażenie miały w nim swój identyfikacyjny numer klasyfikacyjny, oparty na kodzie podstawowym zgodnym z jego podstawowymi cechami elementu takimi jak wymiary i kształt oraz kodzie wtórnym zgodnie z jego cechami przetwarzania.

## Publikacje
- A New Dragon for St. George, Institution of Production Engineers Journal, t. 33 (3), marzec 1954
- Adaptation of the U.D.C. Form of Notation to Punched Card Techniques, „Royal Society Scientific Information Conference Report”, 1948
- Brisch Building Classification: Prepared for the British Building Documentation Committee, E.G. Brisch and Partners
- Maximum ex minimo, „Institution of Production Engineers Journal”, t 33 (6), 1954
- Production Classification Methods, „Industrial Engineering Handbook”, Nowy York 1956
- Simplification and Atandardisation for Automation, „Institution of Production Engineers Journal”, t. 36 (9), wrzesień 1957
- Special Purposes Classification, 1955
- Subject Analysis in Eighty-one Concepts, „Aslib”, t. 1 (3), 1955
- Standardization Practice, „Engineering Inspection”, wrzesień 1953
- Standardization Without Tears, „Manager”, t. 19, 1951